# Jeanette Varberg
Jeanette Varberg (født 13. maj 1978 i Odense) er en dansk arkæolog, forfatter og museumsinspektør ved Nationalmuseet.

## Karriere
Hun er uddannet mag.art. i forhistorisk arkæologi fra Aarhus Universitet i 2006. I 2006/2007 deltog hun i Galathea 3 ekspeditionen. Her var hun med til at udgrave et skelet på øen Mbuke i Manusprovinsen i Papua Ny Guinea som del af Aarhus Universitets projekt "Globalisering i fortid og nutid".
Hun blev ansat som museumsinspektør på Moesgård Museum i 2007. Her var hun med til at planlægge og opbygge det nye Moesgaard Museums arkæologiske og etnografiske udstillinger som faginspektør.
I 2014 udgav hun bogen Fortidens Slagmarker - krig og konflikt fra stenalder til vikingetid på Gyldendal. For bogen og sin formidling modtog hun DR’s Rosenkjærpris i 2014 og Blixenprisen for årets faglitterære udgivelse i 2015. Bogen var også nomineret til Weekendavisens Litteraturpris i 2014.
Hun er forfatter og medforfatter til mange artikler og bogkapitler og har redigeret flere antologier. I 2014 fik hun sit internationale gennembrud med opdagelsen af, at 3400 år gamle glasperler fundet i Danmark stammer fra det gamle Egypten og Mesopotamien. Hendes hovedudgivelser ligger inden for nordeuropæisk bronzealderforskning, krig, migration, handel og religion. Hun er en aktiv formidler af sit fag i form af foredrag, medvirken i radio og TV, kronikker, debatindlæg (Altinget.dk) og som fast analytiker på DR Historie. I 2017 medvirkede hun i DR's historieserie Historien om Danmark, som en af de eksperter, der udtaler sig om de forskellige perioder, og sammen med Kurt Villads Jensen skrev hun en uddybende bog om Danmarks Historie, som blev udgivet samme år i forbindelse med serien.
Hun er medlem af Dansk Forfatterforening og har i øvrigt udgivet to børnebøger.
Jeanette Varbergs bog Viking. Ran, ild og sværd blev nomineret blandt ti udvalgte bøger til Weekendavisens Litteraturpris 2019. I januar 2020 blev det offentliggjort, at Weekendavisens læsere havde valgt hendes bog som vinder. I avisens omtale af kåringen hed det blandt andet om værket, som beskriver danmarkshistorien fra år 300 til år 1066: "Jeanette Varberg har givet os den utroligt spændende historie om, hvordan det hele var. Jeg har ikke her kunnet yde historien retfærdighed, fordi det er så rig en fortælling, fuld af pragtfulde læseoplevelser."
I 2020, under coronaviruspandemien, udgav Varberg bogen Den fjerde rytter sammen med Poul Duedahl, der beskriver, at epidemier har plaget verden og menneskeheden i flere tusinde år lige siden stenalderbønderne. Bogen fik gode anmeldelser.
Jeanette Varberg er især blevet fremhævet for sin formidling. "Jeg ved godt, hvad der virker. Det er død, blod og overraskende historier", som hun har formuleret det.
I oktober 2022 udgav Jeanette Varberg romanen Enkernes land.
I december 2022 modtog Jeanette Varberg dronningens Amalienborg-prisen. Med prisen følger 250.000 kroner og Amalienborgmedaljen. I begrundelsen hed det blandt andet, at prisen blev tildelt som "en påskønnelse af Jeanette Varbergs karriere og en anerkendelse af hendes videnskabelige og kulturelle indsats i formidlingen af fortidens mysterier."
I februar 2023 fik Jeanette Varberg konstateret brystkræft  I bogen Onkos fra 2024 undersøger Jeanette Varberg kræftens historiske udgangspunkt og viser, at sygdommen rækker langt tilbage. Bogen fortæller sygdommens historie gennem årtusinder, og samtidig gennemgår Jeanette Varberg selv et hårdt forløb. Tanken er, at andre kræftpatienter og pårørende vil få øjnene op for, hvilken slags sygdom de står overfor - og dermed også håb.
I 2025 udgav Jeanette Varberg sammen med Jens Henrik Jensen Frænde - Blodspor. Bogen er en historisk thriller, som låner elementer fra krimigenren. I bogen følger man skjaldinden Gunhild Ildtunge og den arabiske træl Faysal, som skal redde Gunhilds bror fra at blive uskyldigt dømt. Bogen er blandt andet et forsøg på at nuancere billedet af vikingerne.